# Joaquín del Palacio
Joaquín del Palacio, de pseudonyme Kindel (Madrid, 1905 - Madrid, 1989) est un photographe espagnol.

## Biographie
Aux côtés d'autres photographes célèbres, tels Francesc Català Roca, Ortiz Echagüe, Ksado, Garrabella, Lladó, Nuño ou Ciganovic, il travailla pour la direction du patrimoine touristique, fondée en 1928 par Alphonse XIII d'Espagne. Il saisit des monuments, des paysages et des portraits des habitants.
Palacio effectua un important travail sur l'architecture, sous l'égide du Colegio de Arquitectos de Madrid (es).
Ses archives sont essentiellement conservées par la Fondation Joaquin Diaz à Urueña (Province de Valladolid).

## Source
- (es) Cet article est partiellement ou en totalité issu de l’article de Wikipédia en espagnol intitulé « Joaquín del Palacio » (voir la liste des auteurs).